# Maximum Risk
Maximum Risk (br: Risco Máximo / pt: Máximo Risco) é um filme americano de 1996, do gênero ação, dirigido por Ringo Lam e estrelado por Jean-Claude Van Damme e Natasha Henstridge.

## Sinopse
O policial Alain Moreau (Jean-Claude Van Damme) descobre que tinha um irmão gêmeo chamado Mikhail quando este é assassinado durante uma  fuga com bandidos. Ao assumir a identidade do irmão para buscar detalhes sobre seu passado, Alain acaba envolvido com o crime organizado russo, colocando sua vida em risco. Com sua única aliada, o caso de Mikhail Alex Bartlett (Natasha Henstridge), Alain sai para vingar a morte de seu irmão, que é complicado não só pela máfia, mas por dois agentes do FBI corruptos.

## Elenco
- Jean-Claude Van Damme ... Alain Moreau / Mikhail Suverov
- Natasha Henstridge ... Alex Bartlett
- Jean-Hugues Anglade ... Sebastien
- Zach Grenier ... Ivan Dzasokhov
- Paul Ben-Victor ... Agente Pellman
- Frank Senger ... Agente Loomis
- Stefanos Miltsakakis ... Russian giant

## Lançamento
Risco máximo foi lançando em 13 de setembro de 1996, no primeiro lugar nas bilheterias, arrecadando US$5.612.707 em seu primeiro fim de semana, e uma arrecadação final de US$14,502,483 em solo americano. A nível mundial, arrecadou US$51,7 milhões.

## Recepção
Rotten Tomatoes, um agregador de avaliação, relata que 28% dos 32 pesquisados críticos deram ao filme uma revisão positiva; A média foi de 4,2 / 10.